# Eleutheranthera
Eleutheranthera är ett släkte av korgblommiga växter. Eleutheranthera ingår i familjen korgblommiga växter.
Kladogram enligt Catalogue of Life:
| Eleutheranthera | \| \| Eleutheranthera ruderalis \| \| \| \| \| \| Eleutheranthera tenella \| \| \| \| |
|                 | \| \| Eleutheranthera ruderalis \| \| \| \| \| \| Eleutheranthera tenella \| \| \| \| |
|                 | Eleutheranthera ruderalis                                                             |
|                 |                                                                                       |
|                 | Eleutheranthera tenella                                                               |
|                 |                                                                                       |

## Bildgalleri

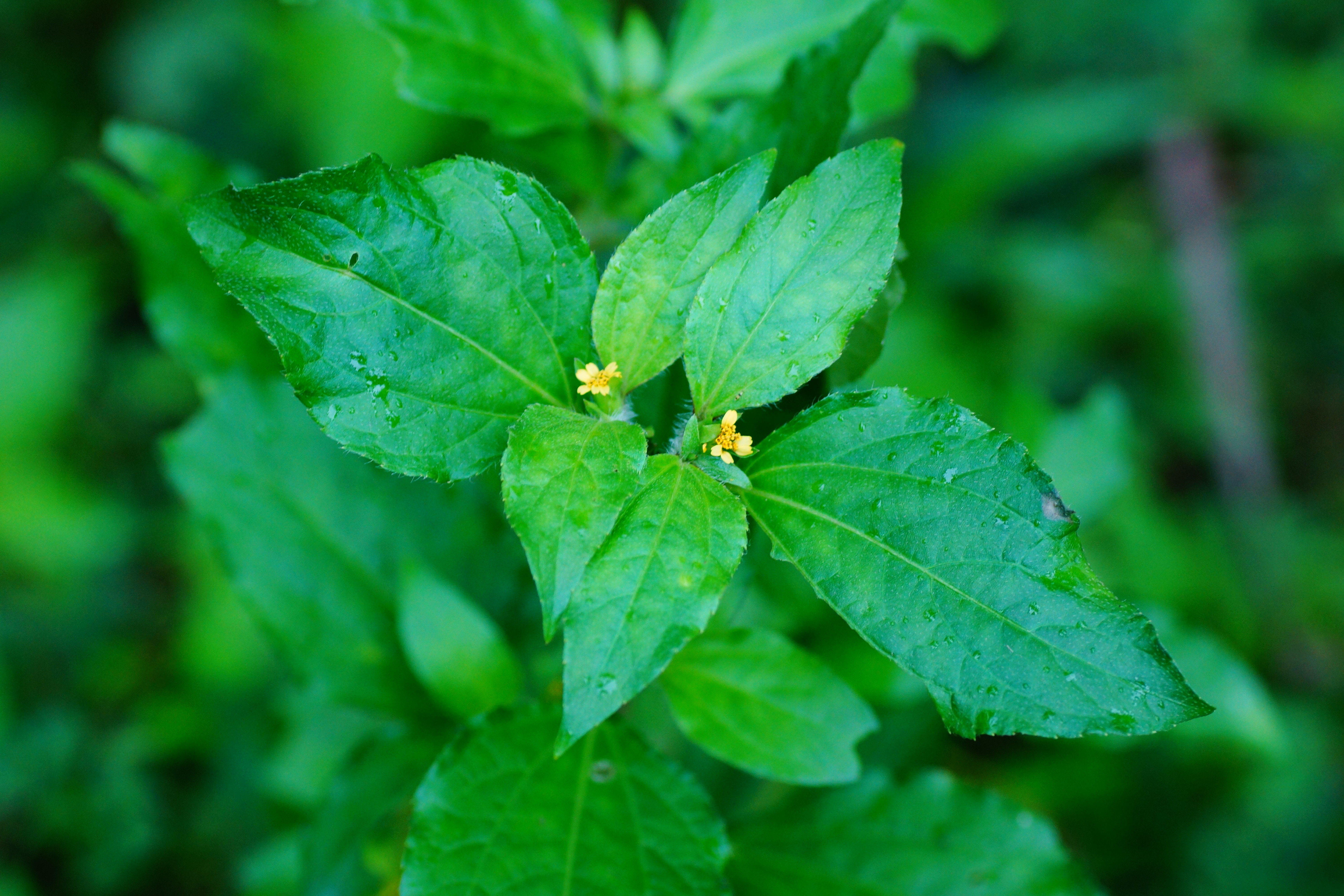
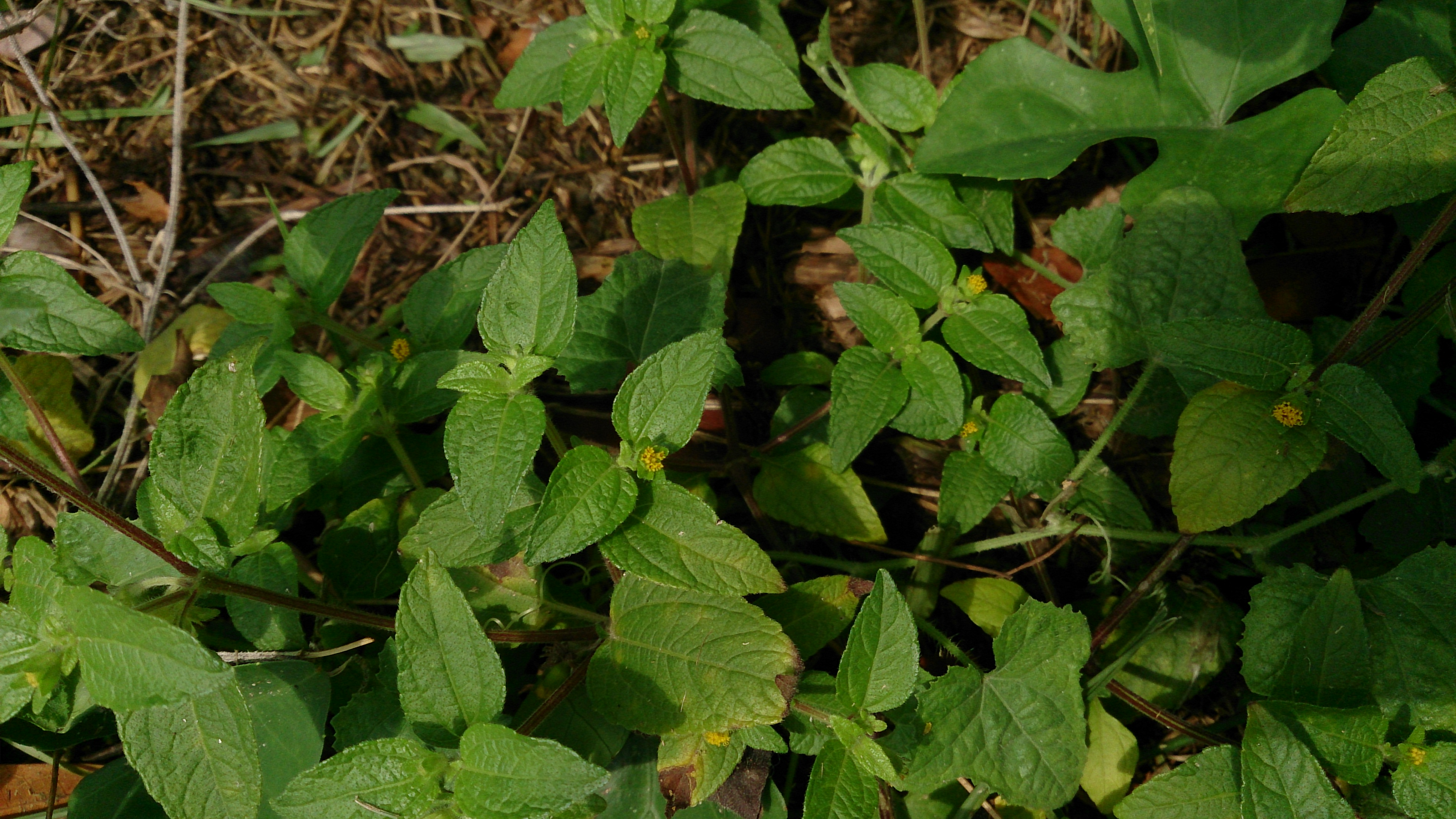
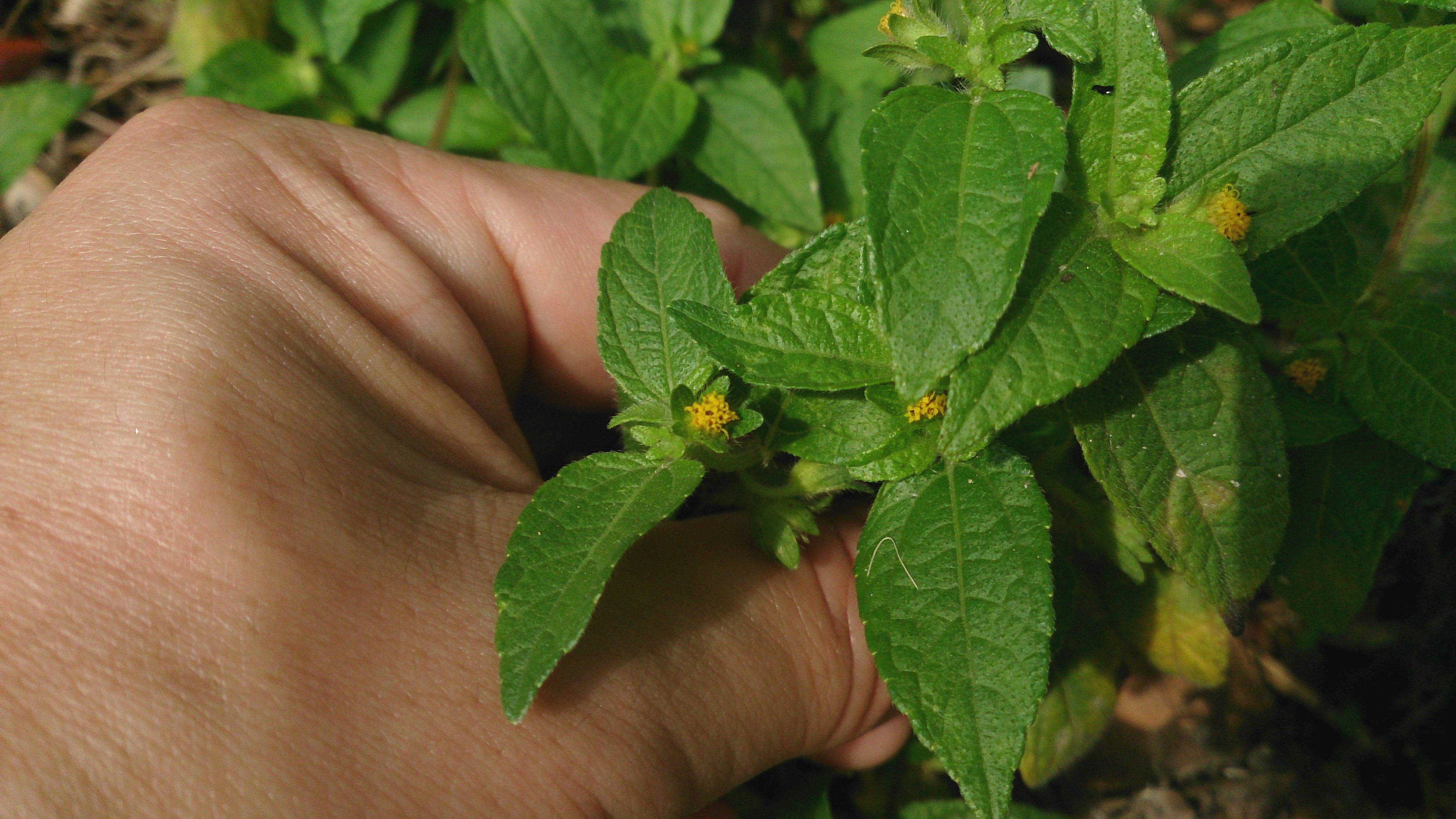